# (138) Tolosa
(138) Tolosa és un asteroide que forma part del cinturó d'asteroides i va ser descobert per Henri Joseph Anastase Perrotin des de l'observatori de Tolosa de Llenguadoc, a França, el 19 de maig de 1874. Pren el nom de la ciutat francesa de Tolosa de Llenguadoc en llatí, lloc del descobriment.
Orbita a una distància mitjana del Sol de 2,451 ua, i pot apropar-se fins a 2,054 ua i allunyar-se fins a 2,847 ua. Té una inclinació orbital de 3,203° i una excentricitat de 0,1617. Completa una òrbita al voltant del Sol en 1.401 dies.